# بارتولوميه كالبو
بارتولوميه كالبو دياث دي لامدريد (بالإسبانية: Bartolomé Calvo Díaz de Lamadrid)‏ سياسي ومحامي وصحفي كولومبي، وُلد في كارتاخينا دي إندياس في 24 أغسطس 1815. تولى رئاسة الاتحاد الغرناطي، كولومبيا في الوقت الحالي، في 1 أبريل 1861 حتى 18 يونيو من العام ذاته. وفيما يختص بفترة ولايته، فقد اتسمت بوقعها إبان الحرب الأهلية، ولكونه لم يتم انتخابه بشكل ديمقراطي. كان حاكمًا لبنما وسفيرًا للإكوادور، وعمل في العديد من الصحف. وتُوفي في كيتو في 20 يناير 1889.